# مارماهیان برقی
مارماهیان برقی (انگلیسی: Electric eel) سرده‌ای از تیره کاردماهیان پشت‌برهنه هستند. مارماهیان برقی ساکن آب‌های شیرین آمریکای جنوبی هستند. آنها به دلیل توانایی خود در بیهوش کردن طعمه خود با تولید الکتریسیته و ایجاد شوک تا ۸۶۰ ولت شناخته شده‌اند. قابلیت‌های الکتریکی آنها برای اولین بار در سال ۱۷۷۵ مورد مطالعه قرار گرفت و به اختراع باتری الکتریکی در سال ۱۸۰۰ کمک کرد.
آنها حیواناتی شبگرد و هوازی هستند، دیدشان ضعیف و توانایی مکان‌یابی الکتریکی دارند. مارماهیان برقی عمدتاً ماهی می‌خورند. آنها تا زمانی که زنده هستند رشد می‌کنند و مهره‌های بیشتری را به ستون فقرات خود اضافه می‌کنند. نرها بزرگتر از ماده‌ها هستند. برخی از نمونه‌های تحت حفاظت تا بیش از ۲۰ سال عمر کرده‌اند.

## گونه ها
- مارماهی برقی
- Electrophorus varii
- Electrophorus voltai